# 기하학적 쩔쩔맴
응집물질물리학에서, 기하학적 쩔쩔맴(줄여서 쩔쩔맴)은 원자가 독특한 위치에 붙거나, 일반 결정 격자에서 충돌하는 원자간 힘(각각은 간단하지만, 다른 구조를 선호한다)으로 인해 매우 복잡한 구조가 생성되는 현상을 의미한다. 기하학이나 힘에서 쩔쩔맴의 결과로, 0도에서는 뚜렷한 바닥 상태가 풍부해지고, 일반적인 열적 정렬이 더 높은 온도에서 억제될 수 있다. 많이 연구된 예로는 비정질 재료, 유리, 희석 자석 등이 있다.